# Masako Nozawa
Masako Nozawa (野沢 雅子 Nozawa Masako?,  Ciudad de Tokio, Prefectura de Tokio, 25 de octubre de 1936) es una actriz y seiyū japonesa, actualmente afiliada a Aoni Production. Es conocida principalmente por dar voz a los personajes de Son Gokū, Son Gohan y Son Goten en la franquicia de Dragon Ball. El 1 de abril de 2006, renunció de 81 Produce para establecer su propia agencia Office Nozawa.
En 2013, ganó el premio a la trayectoria durante la 7° entrega de los Seiyū Awards.
En febrero de 2017, Guinness World Records le otorgó dos reconocimientos: uno por dar voz a un mismo personaje en videojuegos (23 años y 218 días) y el otro por el mayor tiempo con un mismo personaje en una serie de anime (desde el año 1986).

## Carrera
Nozawa comenzó su carrera dentro del mundo de la actuación a una edad muy temprana, teniendo tan sólo 3 años de edad. Su debut como seiyū fue en 1963, con la primera serie de anime de la historia, Tetsuwan Atom (Astro Boy). A lo largo de su carrera como seiyū, ha interpretado muchos papeles masculinos (sobre todo como todos los miembros masculinos de la familia de Son Gokū en todos los medios japoneses de Dragon Ball, con la excepción de Raditz), lo que llevó a los fanáticos japoneses a darle el apodo de "El Eterno Niño". Sin embargo, en estos días prefiere los papeles de personajes de mujeres mayores, aunque continúa interpretando otros papeles (incluidos niños pequeños) de vez en cuando. El 1 de abril de 2006, renunció de 81 Produce para establecer su propia agencia Nozawa Office. En 2012, Nozawa cerró su agencia de talentos. Varios actores de voz que estaban afiliados a su agencia se afiliaron a Media Force, mientras que ella volvió a afiliarse con Aoni Production luego de varios años. En 2017, se reveló que había ganado dos Guinness World Records, ambos relacionados con la voz del personaje de Son Gokū en los videojuegos de Dragon Ball durante 23 años y 218 días.
La primera carrera de Nozawa para interpretar personajes principales fue Kitarō para la serie GeGeGe no Kitarō. Aunque Nozawa estaba decepcionada de no poder repetir su papel de Kitarō para la adaptación de anime de 1985 debido a la regla de que los actores de voz no pueden interpretar a más de uno de los personajes principales dentro de la misma estación de televisión al mismo tiempo, ella señaló que esto finalmente resultó en su elección de Son Gokū para la serie Dragon Ball.
Nozawa no sólo es conocida por sus papeles de Son Gokū y sus familiares masculinos en la franquicia de Dragon Ball, sino también es conocida por sus otros papeles como lo son el de Tetsurō Hoshino en Galaxy Express 999, Kitarō en las primeras adaptaciones al anime del manga honónimo de Shigeru Mizuki, GeGeGe no Kitarō, (también interpretó al personaje de Medama-Oyaji en la serie del 2018), Daizaemon Kaze en Inakappe Taishō, Doraemon en su primera adaptación al anime, en 1973, durante los episodios del 14 al 26 (en reemplazo de Kōsei Tomita, quien interpretó al personaje en los primeros 13 episodios y más tarde siendo reemplazada por Nobuyo Ōyama en la serie de 1979, sin embargo, ella volvió al personaje en un especial de 1988 titulado "Doraemon Eigo Kyōshitsu"). y Guilmon en Digimon Tamers. Además, también ha prestado su voz a dos personajes separados llamados Hiroshi; un personaje en Dokonjō Gaeru, y dos personajes conocidos en los Estados Unidos como "Pidge" y "Haggar" en Hyakujūō Golion.
Se ha destacado por la carrera de actor de voz de videojuegos más larga y el actor de voz que expresó el mismo personaje en un videojuego durante el período más largo, con dos Guinness World Records.

## Vida personal
Ella es hija del pintor Ryōshū Nozawa y es hija única. Estuvo casada con el también seiyū Masaaki Tsukada, hasta que Tsukada falleció en 2014. Tiene una hija, Yuka Tsukada, la cual dio luz a la edad de 25 años.

## Filmografía

### Anime
| Año           | Anime                                    | Personaje | Capítulo   |
| ------------- | ---------------------------------------- | --- | ---------- |
| 2024          | Dragon Ball Daima                        | Son Gokū/Mini-Goku | 20         |
| 2024          | Kaii to Otome to Kamikakushi             | Encargado de la estación                                                                                                  | 12         |
| 2024          | Sentai Daishikkaku                       | Draggie-kun/Ryūjin-kun | 12         |
| 2024          | Oroka na Tenshi wa Akuma to Odoru        | Joe | 12         |
| 2023          | Kibou no Chikara ~Otona Pretty Cure '23~ | Sanae Yukishiro | 12         |
| 2020-2021     | Digimon Adventure                        | Narradora, YukimiBotamon                                                                                                  | 67         |
| 2018-2020     | GeGeGe no Kitarō (VI)                    | Padre Globo Ocular (目玉おやじ, "Medama-Oyaji")                                                                           | 97         |
| 2018          | Shinya! Tensai Bakabon                   | Ella misma | 1          |
| 2018          | Overlord II                              | Rigrit Bers Caurau | 1          |
| 2017          | Shingeki no Bahamut: Virgin Soul         | Anciano de la aldea del dragón                                                                                            | 14-15      |
| 2015-2018     | Dragon Ball Super                        | Son Gokū, Son Gohan, Son Goten, Vegetto, (junto a Ryō Horikawa), Gotenks, (junto a Takeshi Kusao), Goku Black, Bardock.   | 131        |
| 2015          | Sore ga Seiyū!                           | Ella misma | 1          |
| 2014          | Ping Pong The Animation                  | Obaba | 11         |
| 2011, 2013    | Toriko                                   | Son Gokū, Son Gohan, Son Goten                                                                                            | 1, 51      |
| 2011          | Nichijou                                 | Narración | 1          |
| 2009-2015     | Dragon Ball Z Kai                        | Son Gokū, Son Gohan, Son Goten, Bardock, Vegetto, (junto a Ryō Horikawa), Gotenks, (junto a Takeshi Kusao)                | 159        |
| 2009-2010     | Cross Game                               | Nomo, Tokie Asami, Viejo                                                                                                  | Varios     |
| 2008          | Hakaba Kitarō                            | Kitarō | 11         |
| 2006-2007     | Digimon Savers                           | Dukemon | 30         |
| 2006-2007     | Demashita! Powerpuff Girls Z             | Senji Nobuhura | Varios     |
| 2006-2007     | Yuki no Joō                              | Abuela | 36         |
| 2005-2006     | Futari wa Pretty Cure Max Heart          | Sanae Yukishiro | Varios     |
| 2005-2006     | Tsubasa Chronicle                        | Kaigyo | Varios     |
| 2004-2011     | Sargento Keroro                          | Orara | 358        |
| 2004-2005     | Futari wa Pretty Cure                    | Sanae Yukishiro | Varios     |
| 2002-2007     | Naruto                                   | Mujer Anciana | 187-188    |
| 2002-2006     | Pokémon Advanced Generation              | Masamune/Morrison | Varios     |
| 2002-2005     | Wagamama Fairy Mirmo de Pon!             | Kinta y Masako | Varios     |
| 2001, 2007    | One Piece                                | Doctora Kureha | 15         |
| 2001-2002     | Digimon Tamers                           | Guilmon, Growlmon, WarGrowlmon, Gallantmon, Gallantmon Crimson Mode                                                       | 51         |
| 2001, 2012    | Detective Conan                          | Senma Furuyo (219), Serika Wakamatsu (652-655)                                                                            | 5          |
| 2000-2006     | Hamtaro                                  | Hamtaro's Granny, Roko-chan's Grandma                                                                                     | Varios     |
| 2000          | Love Hina                                | Hina Urashima | 25         |
| 1999-2000     | Monster Rancher                          | Rosetta | 73         |
| 1997-1999     | Dr. Slump                                | Son Gokū | 74         |
| 1997          | The Kindaichi Case Files                 | Tomoyo Konta | 4          |
| 1996-1997     | Dragon Ball GT                           | Son Gokū, Son Gohan, Son Goten, Gogeta, Son Goku Jr                                                                       | 64         |
| 1994-1995     | Montana Jones                            | Oletta, Nicole | 52         |
| 1991-1993     | Holly the Ghost                          | Majo Baba | 200        |
| 1991-1992     | Honō no Tōkyūji: Dodge Danpei            | Chinnen Kobotoke | 47         |
| 1989-1996     | Dragon Ball Z                            | Son Gokū, Son Gohan, Son Goten, Bardock, Turles, Vegetto, (junto a Ryō Horikawa) Gogeta, Gotenks, (junto a Takeshi Kusao) | 291        |
| 1989-1990     | Blue Blink / Aoi Blink                   | Blink, Kakeru Shiki | 39         |
| 1989-1990     | Dash! Yonkurō                            | Yonkurō Hinomaru | 25         |
| 1989          | Biriken Nandemo Shoukai                  | Biriken | 22         |
| 1988-1989     | Biriken                                  | Biriken | 32         |
| 1988-presente | Soreike! Anpanman                        | Stew Aunt (2° voz), Pachiri-kun, Lobster, Honoo-kun (4° voz), Wanta Claus, Omusubiman (2° Voz)                            | Varios     |
| 1987-1988     | Kamen no Ninja Akakage                   | Aokage | 23         |
| 1986-1989     | Dragon Ball                              | Son Gokū | 153        |
| 1986          | Ai Shoujo Pollyanna Story                | Polly Harrington | Varios     |
| 1984-1985     | Voltron                                  | Hiroshi Suzuishi, Honerva                                                                                                 | Varios     |
| 1983-1984     | Ginga Hyōryū Vifam                       | Kents Norton | 46         |
| 1982-1983     | Las misteriosas ciudades de oro          | Esteban | 39         |
| 1982-1983     | Shin Mitsubachi Māya no Bōken            | Willy | 52         |
| 1981-1986     | Urusei Yatsura                           | Kintarō | 6          |
| 1981-1983     | Maicching Machiko-sensei                 | Kenta | 95         |
| 1981-1982     | Shin Dokonjō Gaeru                       | Hiroshi | 30         |
| 1981-1982     | Ohayō! Spank                             | Spank | 64         |
| 1980-1982     | Kaibutsu-kun (II)                        | Tarō Kaibutsu | 188        |
| 1980-1982     | Tsurikichi Sanpei                        | Sanpei Mihira | 109        |
| 1980          | Las aventuras de Tom Sawyer              | Tom Sawyer | 49         |
| 1979-1980     | Gatchaman F                              | Tony | Varios     |
| 1979-1980     | Cyborg 009                               | Takeshi | Varios     |
| 1978-1981     | Galaxy Express 999                       | Tetsurō Hoshino | 113        |
| 1978-1979     | Tōshō Daimos                             | Genta | 44         |
| 1978-1979     | SF Saiyuki Starzinger                    | Martha | Varios     |
| 1977-1980     | Lupin III: Parte 2                       | Chico | 1 (ep. 90) |
| 1977-1979     | Yatterman                                | Araran | Varios     |
| 1977-1978     | Arrow Emblem Grand Prix no taka          | Hangorō Ōse | 44         |
| 1977-1978     | Ore wa Teppei                            | Teppei Uesugi | 28         |
| 1977          | Araiguma Rascal                          | Rascal | 52         |
| 1976-1977     | Piccolino no Bōken                       | Pinocchio | 52         |
| 1976-1977     | Daikyu Maryu Gaiking                     | Tom | Varios     |
| 1976-1977     | Chōdenji Robo Combattler V               | Ropet, Oreana, Kinta Ichinoki                                                                                             | 50         |
| 1976          | Marco                                    | Luigi | Varios     |
| 1975-1976     | Time Bokan                               | Doumoskan | Varios     |
| 1975-1976     | La abeja Maya                            | Willy | 104        |
| 1975-1976     | Getter Robo G                            | Hakkotsuki, Jimushiki | 39         |
| 1975          | La Seine no Hoshi                        | Danton | 39         |
| 1975          | Ganba no Bōken                           | Gamba | 25         |
| 1974-1975     | Calimero                                 | Cesira | 47         |
| 1974-1975     | Majokko Megu-chan                        | Satān | 70         |
| 1973-1974     | Neo-Human Casshan                        | Kim, Māru | 35         |
| 1973-1974     | Dororon Enma-kun                         | Enma-kun | 25         |
| 1973-1974     | Miracle Shōjo Limit-chan                 | Tomi-san | 25         |
| 1973          | Doraemon                                 | Doraemon | 14-26      |
| 1973          | Microid S                                | Manabu Midoru | 26         |
| 1972-1974     | Dokonjō Gaeru                            | Hiroshi | 103        |
| 1972-1974     | Science Ninja Team Gatchaman             | Seiji Nakanishi | Varios     |
| 1971-1972     | GeGeGe no Kitarō (II)                    | Kitarō | 45         |
| 1970-1972     | Inakappe Taishō                          | Daizaemon Kaze | 104        |
| 1970-1971     | Ashita no Joe                            | Yuri | 69         |
| 1969-1971     | Attack No. 1                             | Tomoe Miyazu, Ryoko Togaki, Kinuko Kawachi                                                                                | 104        |
| 1969          | Tiger Mask                               | Kenta | 105        |
| 1968-1969     | Kaibutsu-kun (I)                         | Crow Baaya | 50         |
| 1968-1969     | GeGeGe no Kitarō                         | Kitarō | 65         |
| 1966-1968     | Mahōtsukai Sally                         | Tonkichi Hanamura | 109        |
| 1965-1967     | Obake no Q-Taro                          | Shin'ichi Ōhara | 96         |
| 1965          | Uchū Patrol Hopper                       | Pooh | 44         |
| 1963-1966     | Astroboy                                 | Voces Adicionales | 193        |

### OVA
- Dragon Ball Z (todos) (Son Gokū, Son Gohan, Son Goten, Bardock, Turles, Gotenks, etc.)
- Dream 9: Toriko & One Piece & Dragon Ball Z Chō Collaboration Special!! (Son Gokū, Son Gohan, Son Goten, Gotenks)
- Cool Cool Bye (Lek Han) (1986)
- Iczer Girl Iczelion (Iczel)
- The Hakkenden (Kamezasa)

### ONA
- Dragon Ball: Yo! The Return of Son Goku and Friends!! (Son Gokū, Son Gohan, Son Goten)
- Star Wars: Visions (T0-B1)
- Super Dragon Ball Heroes (Son Gokū, Son Gohan, Son Gohan Xeno)

### Películas
- Asura (Asura) (2012)
- Bouken-tachi Gamba to Nanbiki no Nakama (Gamba) (1984)
- Digimon Tamers: Bōkensha-Tachi no Tatakai (Guilmon) (2001)
- Digimon Tamers: Bōsō Digimon Tokkyū (Guilmon) (2002)
- Digimon X-Evolution (Dukemon) (2005)
- Digital Monsters X-evolution (Gallantmon)
- Doraemon: Nobita no Uchū Hyōryūki (Rogu) (1981)
- Doraemon: Nobita to Robot Ōkoku (Kururinpa) (2002)
- Doraemon: Nobita to Kiseki no Shima 〜Animal Adventure〜 (Nobisuke Nobi (Drakke)) (2012)
- Dragon Ball (Todas) (Son Gokū)
- Dragon Ball Z (Todas) (Son Gokū, Son Gohan, Son Goten, Turles)
- Dragon Ball Super: Broly (Son Goku, Son Goten, Gogeta, Bardock) (2018)
- Dragon Ball Super: Super Hero (Son Goku, Son Goten, Son Gohan, Gotenks) (2022)
- El tiempo contigo (Adivina) (2019)
- Futari wa Pretty Cure Max Heart (Sanae Yukishiro, Redondo)
- Futari wa Pretty Cure Max Heart 2: Yukizora no Tomodachi (Sanae Yukishiro, Muta)
- Galaxy Express 999 (Tetsurō Hoshino) (1979)
- Adieu Galaxy Express 999 (Tetsurō Hoshino) (1981)
- Hokkyoku Mūshika Mīshika (Mīshika)
- Kaze no yō ni (Sanpei) (2016)
- Kitarō Tanjō: Gegege no Nazo (Padre Globo Ocular) (2023)
- Majo no Takkyūbin (Amigo de Tombo) (1989)
- Pokémon the Movie: The Power of Us (Hisui)
- Soratobu Yūreisen (Hayato) (1969)
- Zō no Inai Dōbutsuen (Hide)
- Soreike! Anpanman: Burakku Nōzu to Mahō no Uta (Black Nose) (2010)
- Galaxy Express 999: Eternal Fantasy (Tetsurō Hoshino) (1998)

## Videojuegos
- PSOne
  - Dragon Ball Z: Ultimate Battle 22 (Son Gokū, Son Gohan, Son Goten, Gogeta)
  - Dragon Ball Z/GT: Final Bout (Son Gokū, Son Gohan, Son Goten, Gotenks, Super Vegetto)
  - Digimon Tamers: Battle Evolution (Guilmon/Dukemon)
- PS2
  - Dragon Ball Z (Son Gokū, Son Gohan, Son Goten, and others)
  - Dragon Ball Z (Son Gokū, Son Gohan, Great Saiyaman)
  - Dragon Ball Z 2 (Son Gokū, Son Gohan, Great Saiyaman, Son Goten, Gotenks, Vegetto y Gotan)
  - Dragon Ball Z 3 (Son Gokū, Son Gohan, Great Saiyaman, Son Goten, Bardock, Gotenks, Vegetto y Gogeta)
  - Dragon Ball Z: Sagas (Son Goku, Son Gohan)
  - Super Dragon Ball Z (Son Gokū, Son Gohan)
  - Dragon Ball Z: Sparking! (Son Gokū, Son Gohan, Great Saiyaman, Son Goten, Bardock, Gotenks, Vegetto y Gogeta)
  - Dragon Ball Z: Sparking! NEO (Son Gokū, Son Gohan, Great Saiyaman, Son Goten, Bardock, Tullece, Gotenks, Vegetto y Gogeta)
  - Dragon Ball Z: Sparking! METEOR (Son Gokū, Son Gohan, Great Saiyaman, Son Goten, Burdock, Tullece, Gotenks, Vegetto y Gogeta)
  - Dragon Ball Z: Infinite World (Son Goku, Son Gohan, Great Saiyaman, Son Goten, Bardock, Gotenks, Vegetto y Gogeta)
  - Kingdom Hearts (Merryweather from Sleeping Beauty)
- XBOX 360 y PS3
  - Dragon Ball Z: Burst Limit (Son Gokū, Son Gohan y Bardock)
  - Dragon Ball: Raging Blast (Son Gokū, Son Gohan, Bardock, Vegetto, Son Goten, Gogeta)
  - Dragon Ball: Raging Blast 2  (Son Gokū, Son Gohan, Bardock, Vegetto, Son Goten, Gogeta)
  - Dragon Ball: Utimate Tenkaichi  (Son Gokū, Son Gohan, Bardock, Vegetto, Son Goten, Gogeta)
  - PoPoRoGue (Gilda)
  - Kingdom Hearts II (Merryweather of Sleeping Beauty)
- XBOX ONE, XBOX SERIES S/X, PS4, PS5, NINTENDO SWITCH, PC
  - Jump Force (Son Gokū)
  - Dragon Ball Z: Kakarot (Son Gokū, Son Gohan, Bardock, Vegetto, Son Goten, Gotenks)
- PC
  - League of Legends (Wukong)

## Películas y series en imagen real
- Robot 110-Ban (en la voz de Gam): serie de televisión en imagen real, emitida en 1977 a lo largo de 37 episodios
- Super Voice World: Yume to Jiyū to Happening: película en imagen real lanzada directamente para vídeo en 2001, en formato DVD
- Maguma Taishi (en la voz de Gam-Chan): serie de televisión en imagen real y con efectos especiales (Tokusatsu) emitida entre 1966 y 1967 a lo largo de 52 episodios

## Show de Marionetas
- Nobi Nobi Non-chan (Tame-kun, Ana-chan's mother, Kitsune's granny)
- Zawa Zawa Mori no Ganko-chan (Kero-chan)

## Radio
- Seishun Adventure: Fūshin Engi (NHK-FM) (Nataku)

## CD
- CD Theater: Dragon Quest (Merusera)
- Doraemon Ondō (King Records cover)
- "ROCKMAN HOLIC" (Rockman series). "Victor Entertainment"
- Participó en el opening de Hatara Kizzu Maihamu Gumi Hatarakids My Ham Gumi (はたらキッズ マイハム組) junto con Chiemi Chiba, Akira Nagata, Yuka Komatsu y Zennosuke Fukkin.[3]

## Otros
- Law of Ueki (comercial para la revista de manga Shōnen Sunday) (Kousuke Ueki)
- Naruhodo! The World (narración)
- NHK Kyōiku: Kagaku Daisukishi you Jaku (narración)
- Wakasa Seikatsu (comercial) (narración)
- The Wide Friday Ranking (narración)

## Doblaje
- Babe (2002 NTV edition) (Esmé Hoggett)
- Babe: Pig in the City (2004 NTV edition) (Esmé Hoggett)
- Doug (Doug Funnie)
- Indiana Jones and the Temple of Doom (Short Round)
- Little Fockers (Dina Byrnes)
- Meet the Fockers (Dina Byrnes)
- Meet the Parents (Dina Byrnes)
- Richie Rich (Ricky Ricón)
- Sleeping Beauty (1995 Buena Vista edition) (Merryweather)
- The Croods (Gran Crood)
- The Croods: A New Age (Gran Crood)
- The Goonies (1988 TBS edition) (Clark, a.k.a., "Mouth")
- The Lion King 1½ (Timon's Mother)